# Publilio Siro

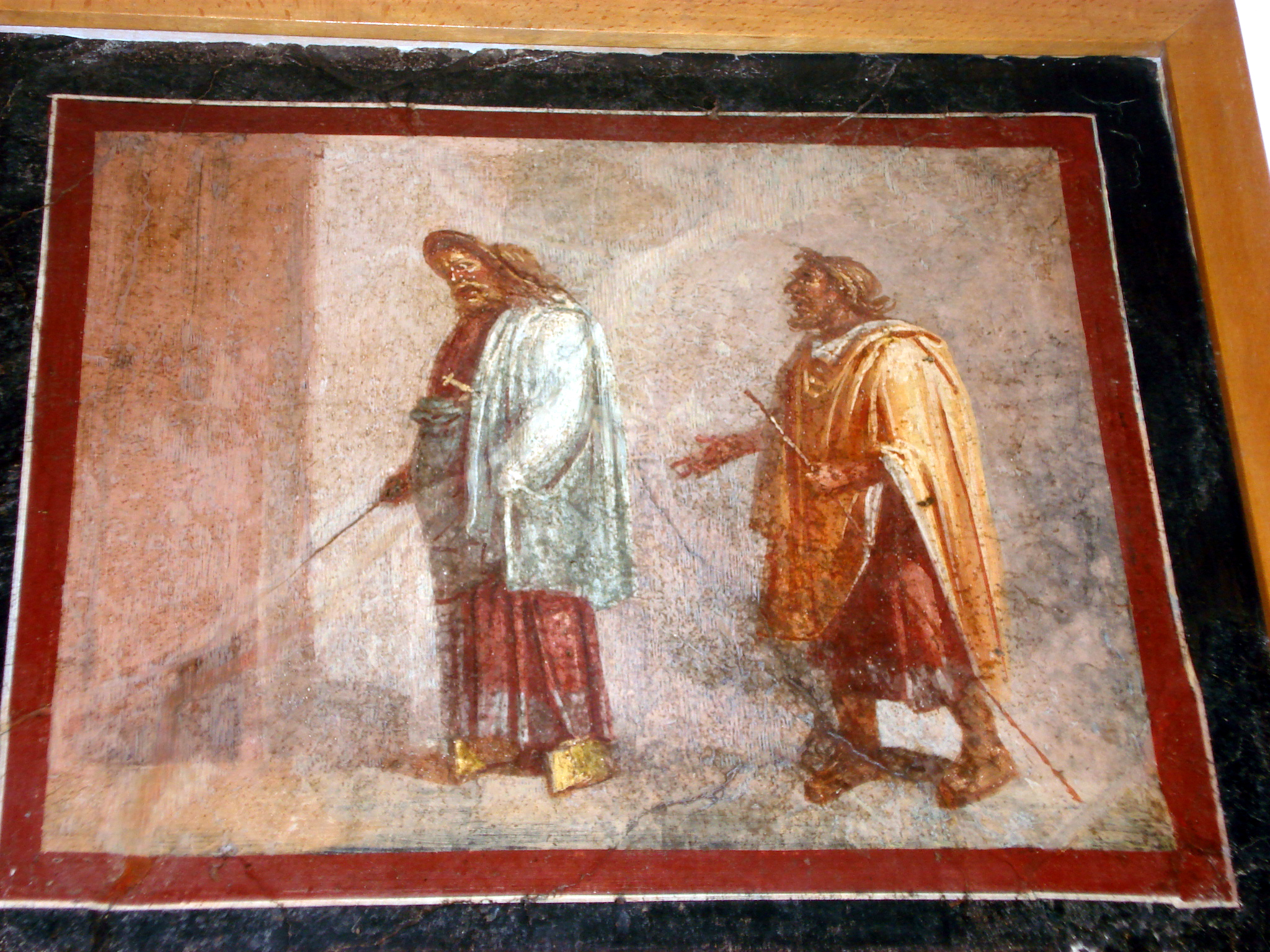
Affresco con due attori, conservato nel Museo archeologico regionale di Palermo

Publilio Siro (in latino Publilius Syrus; I secolo a.C.) è stato un drammaturgo romano.
(Sententiæ, 159 Meyer)

## Biografia
Sappiamo pochissimo riguardo alla vita di Publilio Siro. 
Originario di Antiochia (odierna Turchia), fu condotto a Roma come schiavo dalla Siria, anche se gli fu poi data la libertà. Era dunque un liberto, ma non sappiamo se continuò a vivere nella casa del patrono. Ebbe la possibilità di studiare l'arte teatrale e di intraprendere questa carriera, attratto soprattutto dall'interesse dei vari ceti sociali al riguardo. 
Grazie alla sua fantasia, riuscì ad ottenere un discreto successo. Doveva necessariamente saper scrivere, poiché questo genere fu tra i primi ad esser messi per iscritto.
Macrobio, autore del V secolo, nei Saturnalia riporta un notevole aneddoto, grazie al quale gli studiosi sono riusciti ad ottenere qualche notizia.
Nel 46 a.C. o nel 45 a.C., infatti, prese parte alle rappresentazioni in onore della vittoria di Cesare a Tapso contro l'esercito pompeiano guidato da Giuba, ultimo re della Numidia unita, Metello Scipione, Marco Petreio e Catone Uticense. Pare che decise d'iscriversi su esortazione dello stesso Cesare, come anche il suo rivale in questa sfida Laberio. Quest'ultimo mise sulla scena un suo mimo, ma perdette; Publilio Siro, probabilmente per l'appoggio aperto di Cesare infatti, vinse la palma del migliore.

## Mimi
In un periodo di crisi, segnato dalle guerre intestine e dai complotti, Publilio si rivolse sia alla plebe sia alla colta aristocrazia, con diversi mimi, di cui restano una raccolta di aforismi e citazioni, le Sententiae, e i titoli di due opere (di cui sono citati 4 versi in tutto): Murmurco (Il brontolone) e Putatores (I potatori) o Potatores (I beoni)..
Il successo di Publilio fu, comunque, soprattutto dato da una serie di aforismi, le Sententiae, circa 700 massime di non più di un verso, tratte dai suoi mimi. Molte di esse sono divenute quasi dei proverbi nelle diverse culture nate da quella latina (ad esempio: Anche senza una legge, la coscienza agisce da punitrice, La vita in sé è breve, ma i mali la fanno allungare, La necessità dà la legge, non la riceve) e furono apprezzate da vari autori latini, tra cui Seneca e Aulo Gellio.